# Burn Me Wicked
Burn Me Wicked ist das siebte Studioalbum der dänischen Death-Metal-Band Illdisposed. Es erschien am 26. Mai 2006 über Roadrunner Records.

## Entstehung
Im Frühjahr 2005 trennte sich die Band vom Gitarristen Lasse Bak, der durch Martin Thim ersetzt wurde. Jakob Batten schrieb die Lieder für das Album Burn Me Wicked innerhalb von vier Monaten zu Hause und nahm mit seinem Computer Demos auf. Die Lieder wurden wenige Male geprobt, ehe im November 2005 in den Zigzound-Studios in der dänischen Stadt Viby die Aufnahmen begannen. Produziert wurde das Album erneut von Peter „Ziggy“ Siegfriedsen, während Tue Madsen das abmischen übernahm. Als Gastmusiker sind der damalige Mercenary-Sänger Mikkel Sandager und Tore Morgensen zu hören.

## Hintergrund
Auf dem Albumcover ist ein Löffel mit Heroin zu sehen. Darin ist die Form einer Frau zu erkennen. Laut Jakob Batten stellt das Albumcover eine Metapher für die Aussage, dass Frauen wie Heroin sind, dar.

„Frauen sind die gefährlichste aller Drogen. Sie machen dich abhängig und zerstören deinen Geist und deine Seele.“

Die vom Sänger Bo Summer geschriebenen Texte handeln von zerbrochenen Beziehungen. Bei dem Sklaven im Lied „Slaves“ handelt es sich laut Batten um den Mann, der immer unter dem Druck seiner Frau steht. Der Text von „The Widow Black“ ist auf Courtney Love gemünzt. Für den Refrain des Liedes „Back to the Streets“ klaute Jakob Batten eine Melodie des Liedes „Incomplete“ von den Backstreet Boys. „Throw Your Bolts“ ist eine Hommage an die englische Death-Metal-Band Bolt Thrower.
In dem abschließenden Lied „Illdispunk’d“ nehmen sich die Musiker selber aufs Korn. Die erste Strophe ist in Dänisch, die zweite Strophe in Deutsch und die dritte Strophe in Englisch geschrieben.

## Rezeption
Wolf-Rüdiger Mühlmann vom deutschen Magazin Rock Hard bezeichnete Burn Me Wicked als ein „Album der Superlative“, das „viel größer als alle bisherigen [Genre]-Veröffentlichungen des Jahres sei“ und vergab 9,5 von zehn Punkten. Andi Althoff vom Onlinemagazin Metal1.info lobte die Langzeitwirkung des Albums, kritisierte allerdings, dass Gastsänger Mikkel Sandager zu oft zu hören ist. Althoff vergab neun von zehn Punkten. Hingegen hielt der Rezensent Psycho vom Onlinemagazin Vampster das Album für „bei weitem nicht so ausgereift wie das Vorgängeralbum“.

## Wiederveröffentlichung
Im Jahre 2009 wurde das Album über Massacre Records neu veröffentlicht. Als Bonus enthält diese Version Liveaufnahmen der Lieder „Dark“ und „Weak is Your God“.